# Wamel
Wamel (51° 53′ N, 5° 28′ L) é uma cidade dos Países Baixos, na província de Guéldria. Wamel pertence ao município de West Maas en Waal, e está situada a 3 km, a leste de Tiel.
Em 2001, a cidade de Wamel tinha 1825 habitantes. A área urbana da cidade é de 0.64 km², e tem 699 residências.
A área de Wamel, que também inclui as partes periféricas da cidade, bem como a zona rural circundante, tem uma população estimada em 2360 habitantes.